# 尻毛站
尻毛站（日语：／ Shikke eki */?）是位於岐阜縣岐阜市尻毛，名古屋鐵道揖斐線的鐵道車站（廢站）。此站與鄰站又丸站都是以奇特的地名而知名。

## 歷史
- 1914年（大正3年）3月29日 - 岐北輕便鐵道忠節站至北方町站（後來名為美濃北方站）之間開通，此站啟用[3][4]。
- 1921年（大正10年）11月10日 - 岐北輕便鐵道合併至美濃電氣軌道[5]。成為美濃電氣軌道的北方線。
- 1930年（昭和5年）8月20日 - 美濃電氣軌道與名古屋鐵道（第一代。同年中改名為名岐鐵道，在1935年起再改名為名古屋鐵道）合併。成為名古屋鐵道的車站[6][7]。
- 1938年（昭和13年）8月4日 - 由於長良川進行河道整理工程，忠節站至此站之間暫停營業[4][8][9][10]。
- 1939年（昭和14年）2月13日 -  近之島（西）至此站之間重開[8]。
- 1972年（昭和47年）11月1日 - 成為無人車站[11]。
- 2005年（平成17年）4月1日 - 揖斐線忠節站至黑野站之間被廢除，此站也被廢除[10][9]。

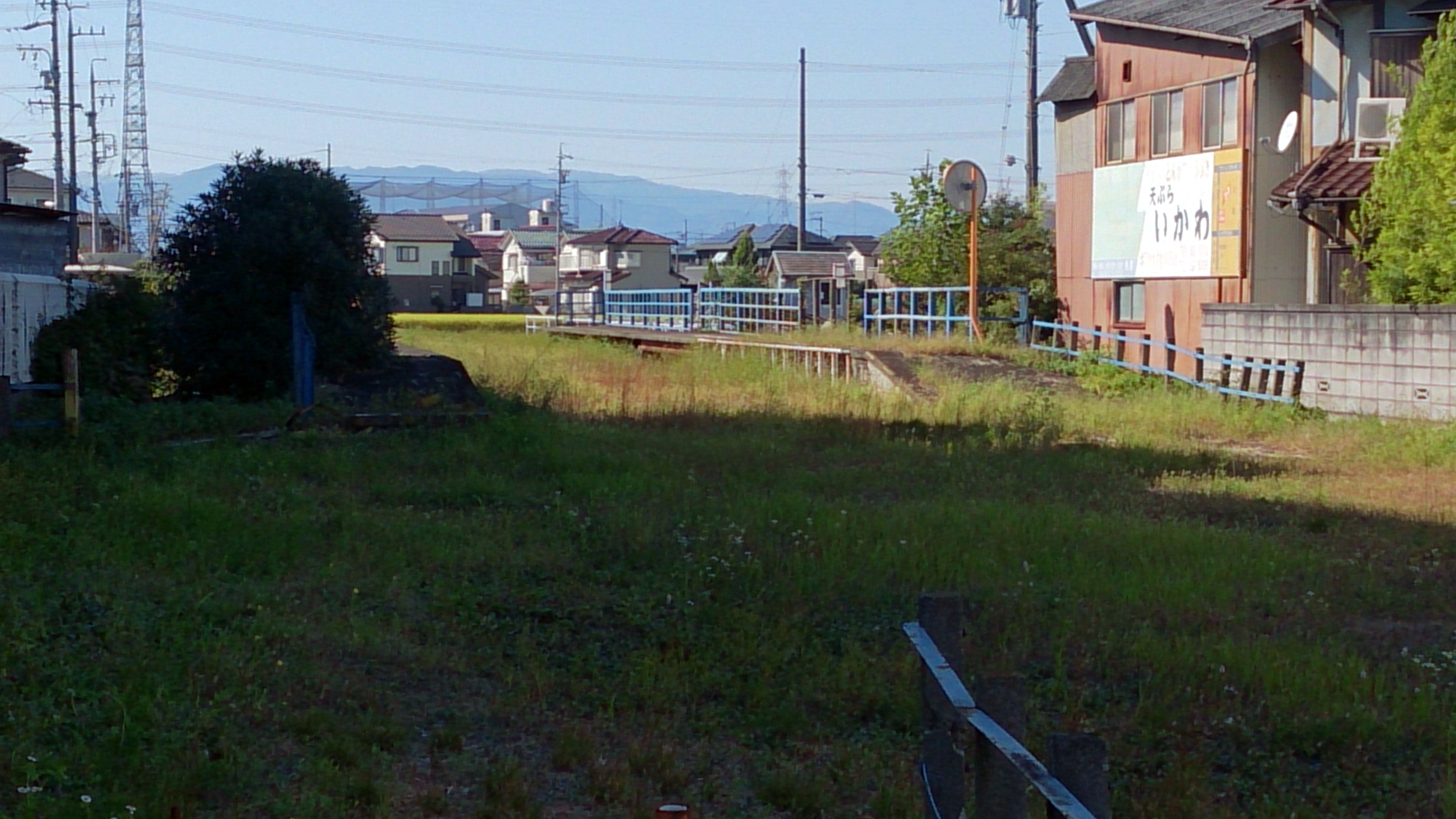
從東邊望向月台遺址（2015年10月）
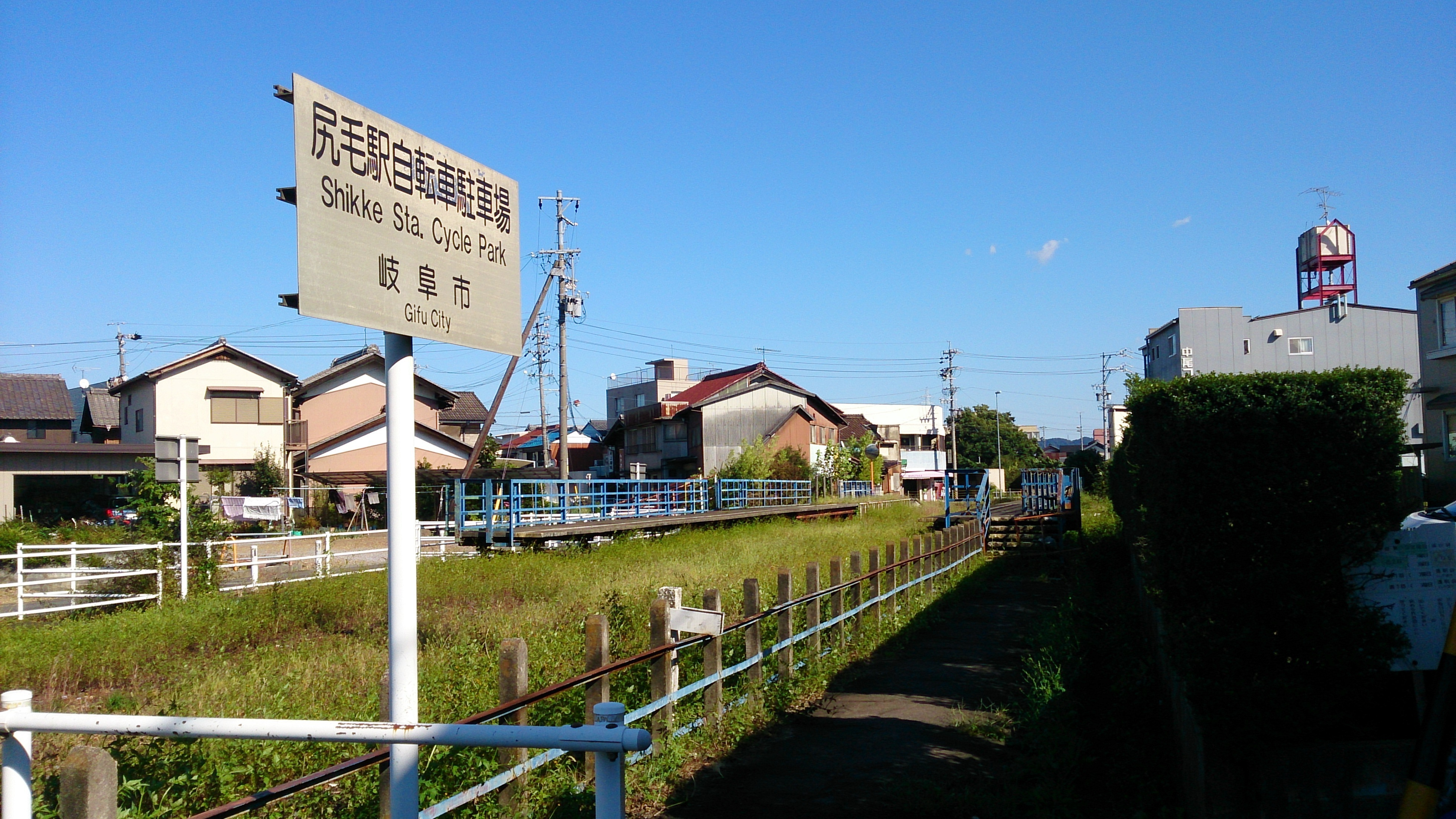
從西邊望向月台遺址（2015年10月）。當中可看見岐阜市設立的單車停泊處。

## 車站構造
截至車站廢除前，此站是地面車站，設有2面2線的相對式月台。此站可進行列車交會。在靠近忠節一方設有站內平交道與小型站房。另外，在1972年11月1日至車站廢除前為無人車站。在配線上，黑野方向的路軌是直線，但是列車不會以一線通過的規則進站，所有列車會靠左進站。

### 配線圖
| ← 黑野方向      | 尻毛站 站內配線略圖 | → 忠節方向 |
| 图例 参考文献： |                     |            |

## 使用狀況
- 在中提及在1992年度，當時1日平均上下車人次為809人，為除岐阜市內線均一車費區間內各站（岐阜市內線、田神線、美濃町線徹明町站至琴塚站之間）外名鐵所有車站（342站）中排名第239，揖斐線、谷汲線之間（24站）排名第5[1]。

## 車站周邊

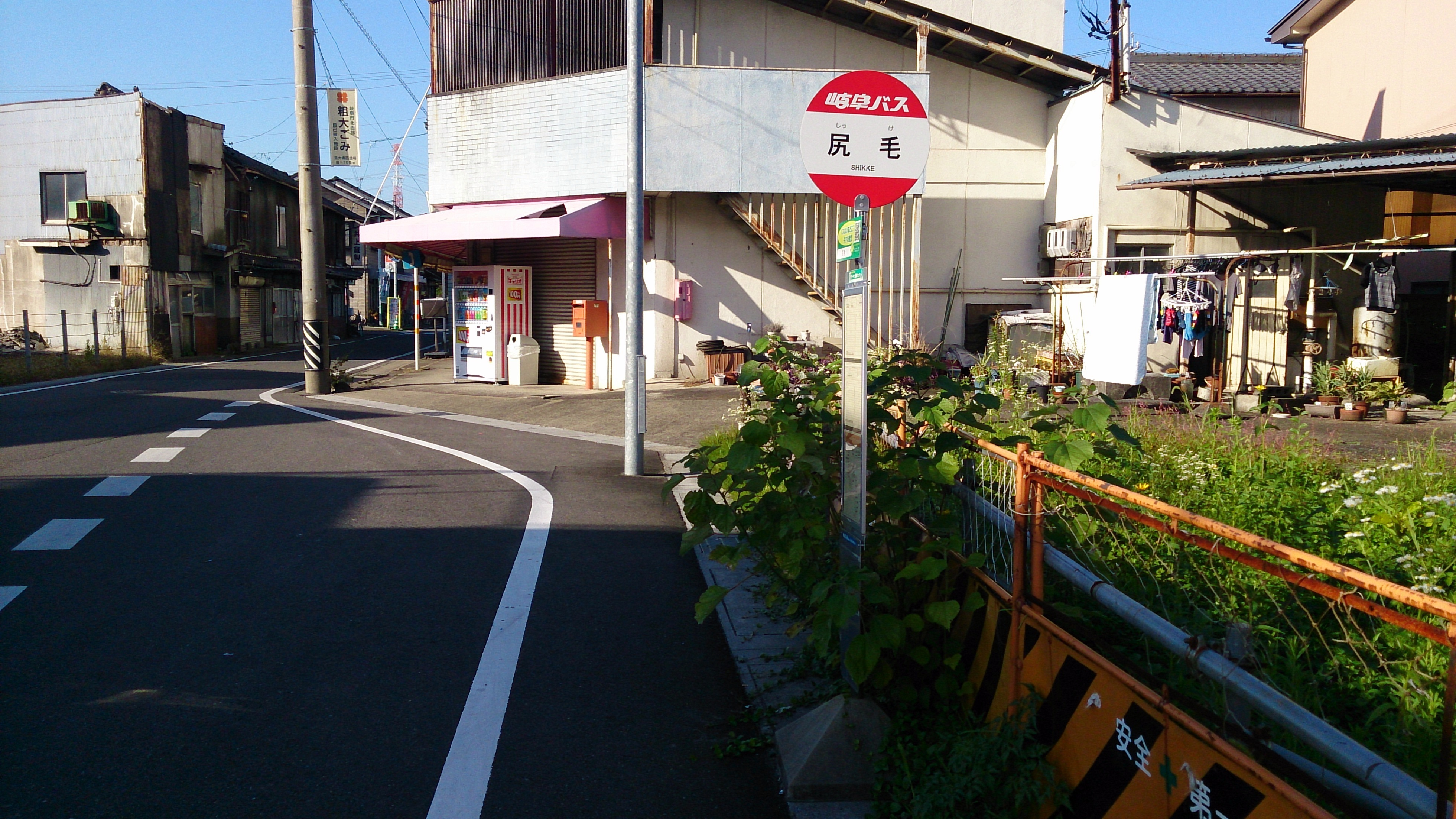
尻毛巴士站（2015年11月）

- 岐阜巴士（日语：岐阜乗合自動車） 尻毛巴士站（在2016年10月1日修正時，西鄉線停靠該站）

## 相鄰車站
名古屋鐵道
■揖斐線
■急行
忠節－尻毛－又丸
■普通
旦之島－尻毛－又丸
- 在戰前，此站與旦之島站曾經設有尻毛橋站，此站與又丸站曾經設有川部橋站。

## 注腳
1. 1 2  名古屋鐵道廣報宣傳部（編）. . 名古屋鐵道. 1994: 651–653.
2. ↑  . GOtrip.hk. 2023-05-11  [2023-06-12]. （原始内容存档于2023-06-18）.
3. ↑  「軽便鉄道運輸開始」《官報》1914年4月9日（國立國會圖書館數碼化資料）
4. 1 2  . 鄉土出版社. 1997: 220–230. ISBN 4-87670-097-4 （日语）.
5. ↑  在8月27日已經批准《鉄道省鉄道統計資料. 大正10年度》（國立國會圖書館數碼化收藏）
6. ↑  . 鄉土出版社. 1997: 218. ISBN 4-87670-097-4 （日语）.
7. ↑  名古屋鉄道広報宣伝部（編）. . 名古屋鉄道. 1994: 745 （日语）.
8. 1 2  名古屋鉄道広報宣伝部（編）. . 名古屋鐵道. 1994: 962 （日语）.
9. 1 2  “岐阜線”各線停車場一覧 揖斐線，p.144。
10. 1 2  今尾惠介（監修）.  7 東海. 新潮社. 2008: 52. ISBN 978-4-10-790025-8 （日语）.
11. ↑  廃線路線主要駅の今昔 揖斐線，p.95。
12. ↑  名鉄600V線の廃線を歩く，pp.33,97。
13. ↑  電氣車研究會，《鐵道畫刊》通卷第473號 1986年12月 臨時增刊号 「特集 - 名古屋鐵道」，附圖「名古屋鐵道路線略圖」